# Золотий Блазень
«Золотий Блазень» (англ. The Golden Fool) — роман американської письменниці Маргарет Ліндгольм, написаний під псевдонімом Робін Гобб, другий у її серії «Трилогія про Світлу людину» (англ. The Tawny Man Trilogy). Написаний у формі розповіді від третьої особи. Роман був опублікований 2003 року у видавництві HarperVoyager.
Дія відбувається у всесвіті Елдерлінгів та є прямим продовженням роману «Місія Блазня» (англ. Fool's Errand). Історії персонажів продовжуються у наступному романі трилогії «Доля Блазня» (англ. Fool's Fate), а також серії "Трилогія про Фітца і Блазня" (англ. The Fitz and the Fool Trilogy). Події серій «Хроніки дощових нетрів» (англ. The Rain Wilds Chronicles) та «Торговці живих кораблів» (англ. The Liveship Traders) відбуваються в тому самому світі.
Заручини принца Шести Герцогств висять на волосині: заколотники-Напівкровки загрожують видати таємницю королівського дому - здібності принца до забороненої магії Віту, в країні назрівають бунти, на півдні Бінгтаун воює проти Калсиди. Королівство знову потребує послуг королівського бастарда, учня вбивці і одного з небагатьох, хто ще володіє древньою магією Скіллу. За цих умов хтось повинен навчити принца володінню магією та створити для нього коло магів, які зможуть підтримати спадкоємця трону. Блазень, старий друг Фітца і Білий Пророк, вірить, що цю ношу може винести тільки одна людина - Фітц Чіверлі Провісник.

## Сюжет
Повернувшись до Баккіпа, Фітц Чіверлі продовжує вдавати Тома Баджерлока, слугу та охоронця Лорда Голдена. Після настання осені Том повинен вирішити: залишатися в замку чи якнайшвидше повернутися до свого будинку в лісі. Він намагається дати майбутнє своєму усиновленому синові Неду платячи за навчання у відомого столяра. Також він заводить роман з місцевою відьмою на ім'я Джинна. Ситуація ускладнюється коли одного вечора до нього звертаються невідомі представники Напівкровок, які вистежили його в замку. Вони прагнуть реваншу і не мають наміру зупинятись, поки не досягнуть мети.
До Шести Герцогств прибуває делегація з Зовнішніх Островів, яка пропонує власну Нарческу за дружину принцу Дьютифулу, щоб укласти остаточне перемир'я. Цей візит триває до пізньої зими і супроводжується постійними відвідинами найвидатніших родин Шести Герцогств, які намагаються скористатися можливістю для встановлення торгових угод з жителями острова.
Фітц, після наполягань Чейда та королеви, вирішує залишитись в замку як майстер Скіллу для принца за умови, що його дочка Нетл, яка не знає про своє походження, ніколи не буде використана у королівських інтригах, як колись використали його, незважаючи на приналежність до Провісників та потенційні здібності до Скіллу. Під час перебування делегації жителів островів Фітц намагається за допомогою старовинних сувоїв краще навчитися Скіллу. Він не надто добре контролює свої здібності, проте на даний момент він єдиний, кого принаймні частково вчили використовувати їх. Сам Чейд нарешті виявляє в собі здатність до таємничої магії, як і всі нащадки Провісників. Скілл виявляється також у хлопчика з простим розумом Товстуна, слуги Чейда. Товстун має неймовірно сильний Скілл, але дуже слабкий розум, тож, як виявляється, мимоволі був шпигуном у Напівкровок.
Під час тривалого стеження за делегатами Зовнішніх Островів Фітц дізнається про небезпечну таємницю: Нарческа та її сім'я якимось чином контролюються  Блідою Жінкою, яка спричинила напади Піратів з Червоних Кораблів. Наприкінці свого перебування, яке тривало місяцями, Нарческа називає умову одруження з принцом: Дьютифул повинен вбити легендарного чорного дракона Айсфайра, похованого в льодовиках острова Аслевджал. Принц погоджується попри загальне невдоволення. Цей запит насторожує деяких представників Бінгтауна, які прибули в ті дні до Баккіпа, щоб створити союз з Шістьма герцогствами. Новина про ще одного живого дракона крім Тинтальї, хоч і замерзлого в кризі, дає надію купцям на відродження роду цих міфічних істот. Делегація Бінгтауна ускладнює життя Лорду Голдену: у місті купців він жив під особистістю Янтар, іноземної жінки-скульптора по дереву, і це несподіване відкриття безповоротно погіршує стосунки між Фітцем і Дурнем.
За кілька тижнів до весни, коли жителі островів від’їжджають до своїх земель, Напівкровки вриваються в  замок: королева погоджується прийняти їх та спробувати змінити закон про переслідування, що зберігається стосовно цих людей. Але коли Фітц опиняється перед лідерами їх загону і стає свідком нападу на Сивіла Брезінгу, який був змушений шпигувати за принцом, йому доводиться вбити лідерів Напівкровок, щоб врятувати життя хлопцеві. Фітц смертельно поранений після бійки і лише завдяки втручанню Блазня, Чейда, Товстуна та Дьютифула, які одночасно використовують Скілл, Фітцу вдається зцілитися. Ця подія знаменує створення кола Скіллу для принца Дьютифула. Через кілька днів після одужання Фітца представники Древньої Крові погоджуються відправити делегацію до замку: після кількох днів переговорів вони досягають згоди з королевою. Деякі з них вирішують залишитися на службі у принца як радники з питань Віту.
Настала весна, починається підготовка до важкої місії принца Дьютифула: отримати голову чорного дракона Айсфіра, похованого в льодовиках острова Аслевджал далеко на півночі.

## Реакція
Письменник Джордж Р. Р. Мартін вважає, що «в сучасній багатій фантастичній літературі книги Робін Гобб схожі на справжні діаманти в морі циркону».